# Senne
El río Senne (nombre usual en español, proveniente del neerlandés, llamado Zenne en ese idioma) es un río de Bélgica, afluente del Dyle (o Dijle), que a su vez es afluente del río Rupel, afluente del Escalda.
Nace cerca de Soignies y recorre 103 km en las tres regiones belgas: Valonia (donde se halla su fuente), Bruselas y Flandes.

## El cubrimiento del Senne
La Ciudad de Bruselas nació en el valle del Senne. A lo largo del río, de sus meandros y de sus brazos (Sennette o Zinneke) se empezó a desarrollar una red de estrechas calles que acogerían comercios, talleres, molinos, curtidurías y un gran número de cervecerías, lavanderías y otras empresas industriales. En el siglo XIX, esta ciudad con aires medievales se encontraba sobrepoblada, y el río era acusado de todos los males, particularmente de contribuir a la propagación del cólera. En ese contexto, las autoridades municipales decidieron su cobertura, obras que se llevaron a cabo entre 1867 y 1871.

## Estado actual
El nombre de Senne evoca un olor nauseabundo más que una arteria de la capital belga. Ha recogido las aguas usadas y está biológicamente muerto. 
Una asociación bruselense, Les fous de la Senne/de Zenne Zotten, reúne a nostálgicos que se preguntan si se podría volver a dar una vida nueva al Senne.
En 2020 el ministerio de Medio Ambiente de Bruselas anunció sus intenciones de rescatar el Río Senne y tener una mejor relación con la naturaleza.
Esto siguió a los primeros trabajos de restauración que disminuyeron las descargas contaminantes y lograron recuperar la vida de peces en el curso del río.
Los planes de Bruselas son destapar 650 metros de río cubiertos de concreto, en el barrio de Buda y en el Parque Maximilien.
El rescate quedaría completo en 2025, no siendo posible destapar el río entero debido a la infraestructura que se construyó sobre el.

## Afluentes
- En Valonia:
  - Sennette
  - Gageole
- En Bruselas:
  - Woluwe
  - Maelbeek, Maalbeek
  - varios Molenbeek
  - Linkebeek
- En Flandes:
  - Zuun al sur
  - Maalbeek al norte